# 951
سنة 951 م كانت سنة بسيطة تبدأ يوم الأربعاء (الرابط يظهر نموذج التقويم الكامل للسنة) من التقويم اليولياني.

## مواليد
- السجزي

## وفيات
- ابن الداية
- قاسم بن أصبغ